# Zámostí
Zámostí (niem. Zamost) – część hradeckiej dzielnicy Malšovice.

## Geografia i przyroda

### Położenie
Zámostí jest położone na obszarze Kotliny Czeskiej, na lewym brzegu Orlicy. Jego współrzędne geograficzne: 50° 12' 15.123" długości geograficznej wschodniej oraz 15° 51' 5.261" szerokości geograficznej północnej (zabytkowy krzyż z piaskowca na rogu ulic Zámostí oraz Úprkova).

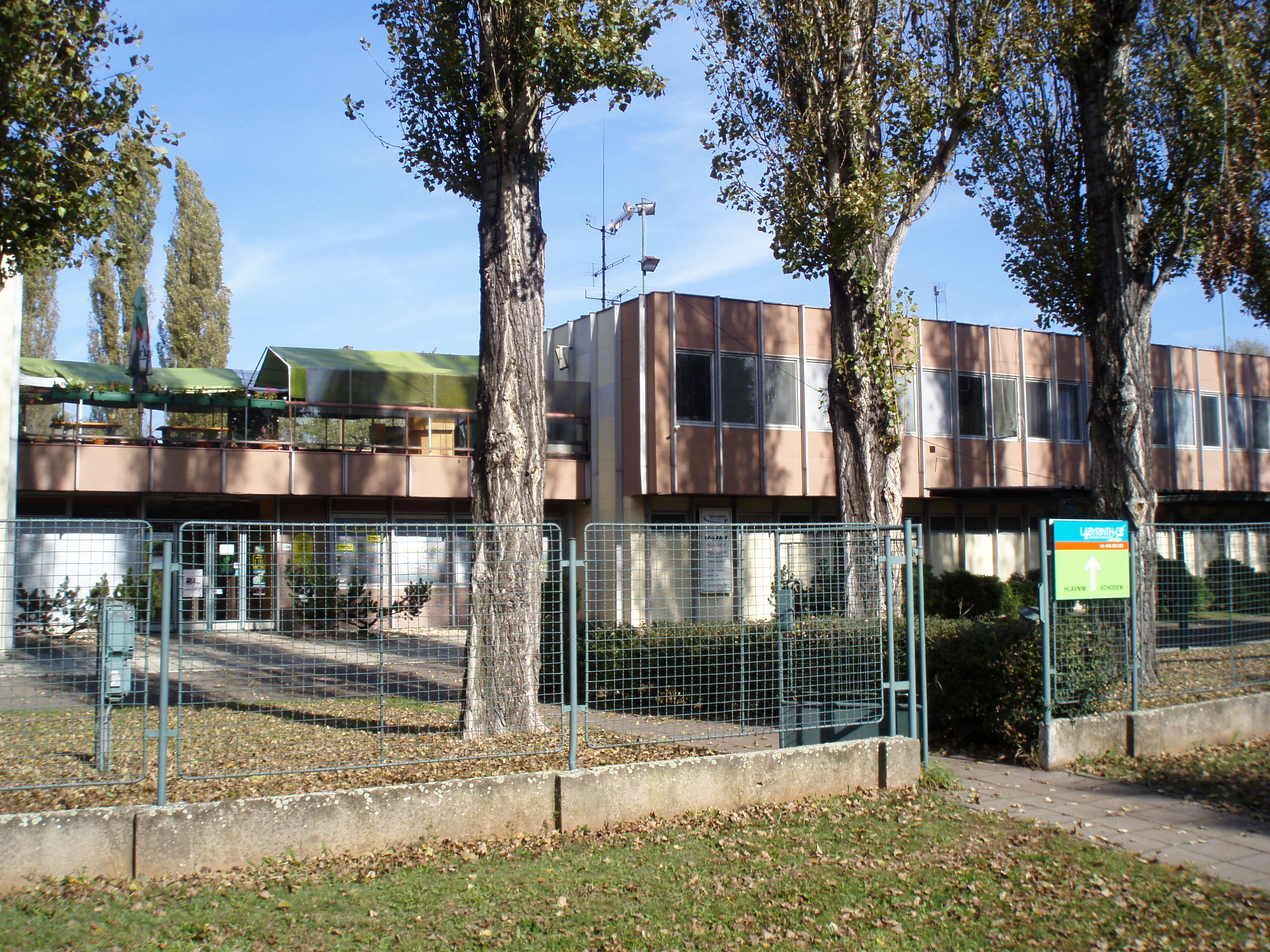
Tennis Club LTC

### Hydrologia
Miejscowość leży w dorzeczu Łaby i jego dopływu Orlicy. Do początku XX w. było tutaj kilka stawów oraz ślepych ramion Orlicy. Dziś największym z tych, które jeszcze pozostały, jest Bejkovna, która jest atrakcyjna z punktu widzenia wędkarzy.

### Geologia
Wokół Orlicy przeważają inundacyjne osady holocenu, natomiast w kierunku Náhonu oraz Malšovic występują piaszczysto-żwirowe warstwy późnoplejstoceńskie.

### Fauna i flora
Lokalna fauna i flora składa się z typowych gatunków charakterystycznych dla Europy Środkowej.

## Demografia

### Liczba ludności
| Rok             | 1826 | 1830 | 1843 | 1857 | 1869 | 1880 | 1890 |
| --------------- | ---- | ---- | ---- | ---- | ---- | ---- | ---- |
| Liczba ludności | 45   | 40   | 33   | 56   | 65   | 46   | 54   |

## Historia
W XV w. Zámostí było położone przy drodze w kierunku Vysokiego Mýta (stary szlak handlowy z Brna przez Przedmieście Śląskie do Náchoda oraz Wrocławia). Prowadziła ona przez dwa mosty i jej początek znajdował się przy szpitalu św. Antoniego.

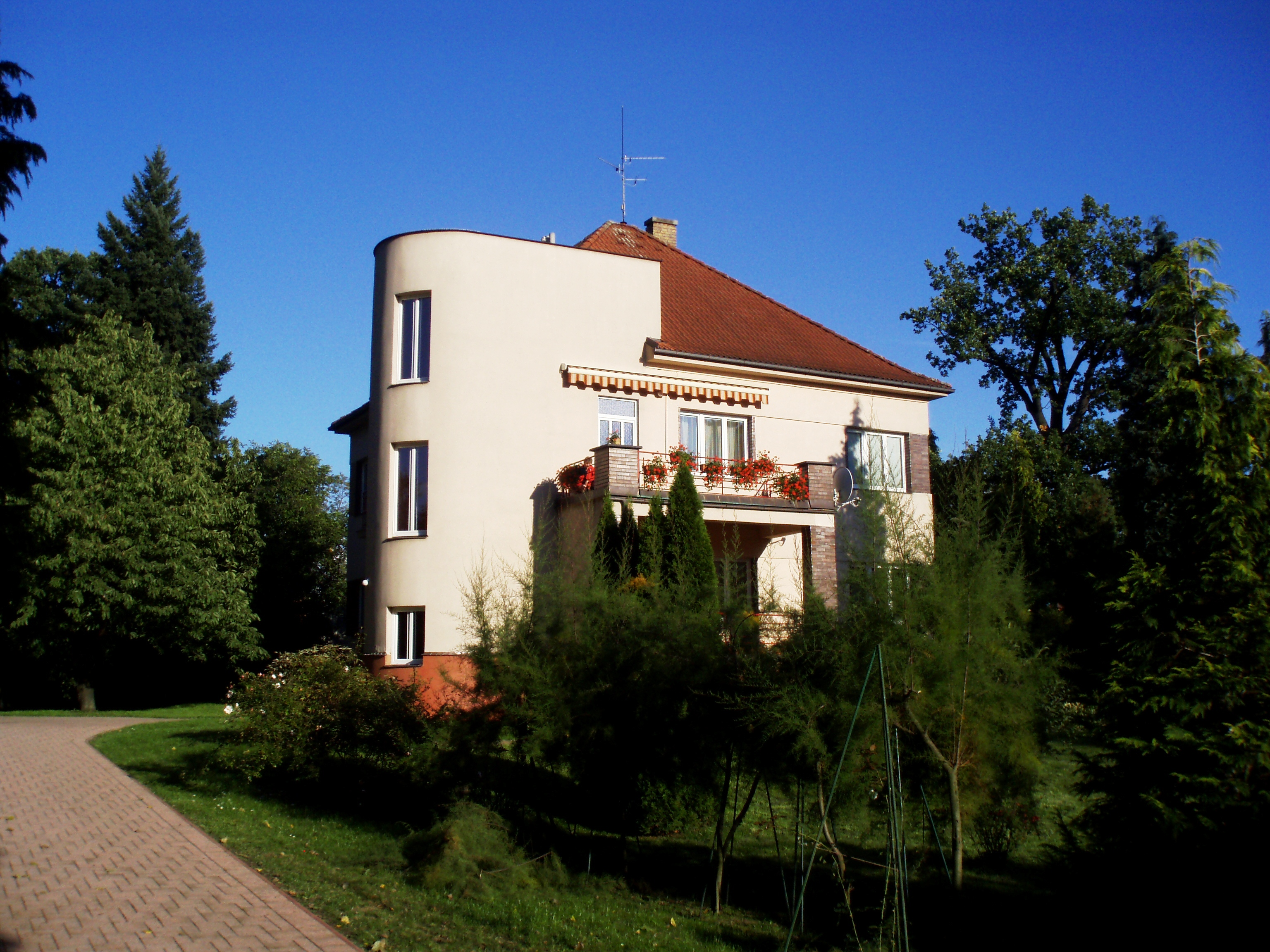
Dom nr 478

W 1509 r. miasto Hradec Králové zostało podzielone na 4 dzielnice i 14 okolicznych "województw", z których trzynastym było Zámostí. Na jego terenie znajdowały się dwory, domy oraz ogrody mieszczan hradeckich. W 1533 r. został kupiony przez Ondřeja Velasa lokalny dwór, a w 1574 r. Matěj Suchý kupił od pana Bartoša jego majątek. Podczas pierwszej połowy XVI w. tutaj znajdował się Dwór Křížkovski i w drugiej połowie tego samego wieku dom Jana Stodoly oraz ogród Włocha Antoniego Devolty, który pracował jako murarz przy budowie Białej Wieży. Sto lat później miasto zaczęło się dzielić na Przedmieścia Praskie oraz Mýtskie i Zámostí zostało uznane za część tego drugiego przedmieścia. Wówczas znajdował się tutaj dwór sióstr Anny i Katarzyny Szczygieł, które go przekazały w ręce archidiakona Martina Karasa z Rosenfeldu, i to pod warunkiem, że po jego śmierci zostanie częścią majątku kościoła parafialnego św. Pawła. Ale dom został później sprzedany, bo w 1584 r. właścicielem był niejaki Paweł. Jednak może to być błędny zapis, gdyż nazwa kościoła św. Pawła została zmieniona na imię właściciela dworu.
Zámostí nie uniknęło także skutków wojny trzydziestoletniej (1618–1648). Gdy w 1642 r. szwedzki wódz Lennart Torstensson przygotowywał się do inwazji na Czechy, wojska cesarskie pod dowództwem Matthiasa Gallasa, rozbiły obóz w okolicy Zámostí oraz Malšovic, a ich działania spowodowały wiele szkód. Wiele szkód na tym terenie spowodowały również wojska saskie (1631) i szwedzkie (1639, 1645).
Do rozpoczęcia budowy twierdzy hradeckiej Zámostí było znacznie szersze. W pierwszej połowie XVIII wieku składało się z 4 oddzielonych od siebie części. Między nimi znajdowały się bagna oraz pastwisko „Obec“. Jego powierzchnia sięgała do okolicy Nowego Stawu w sołectwu Náhon, które było także jego częścią. Należały do niego również części dzisiejszej ulicy novohradeckiej Na Brně (kuźnia, dwór hrabiny Bubnovej), Wzgórza św. Jana (dwór Františka Procházki) oraz Lhoty pod Strání (karczma). W 1727 r. Zámostí składało się z 27 dworów oraz domów. Później większość z domów została zburzona. W 1770 r. znajdowało się tutaj tylko 15 domów, w 1785 r. 8 oraz w 1825 r. 6 domów. Z dworów pozostał tylko nr 3. 5 lutego 1775 r. sytuację utrudniła jeszcze bardziej klęska żywiołowa w postaci wielkiej powodzi.

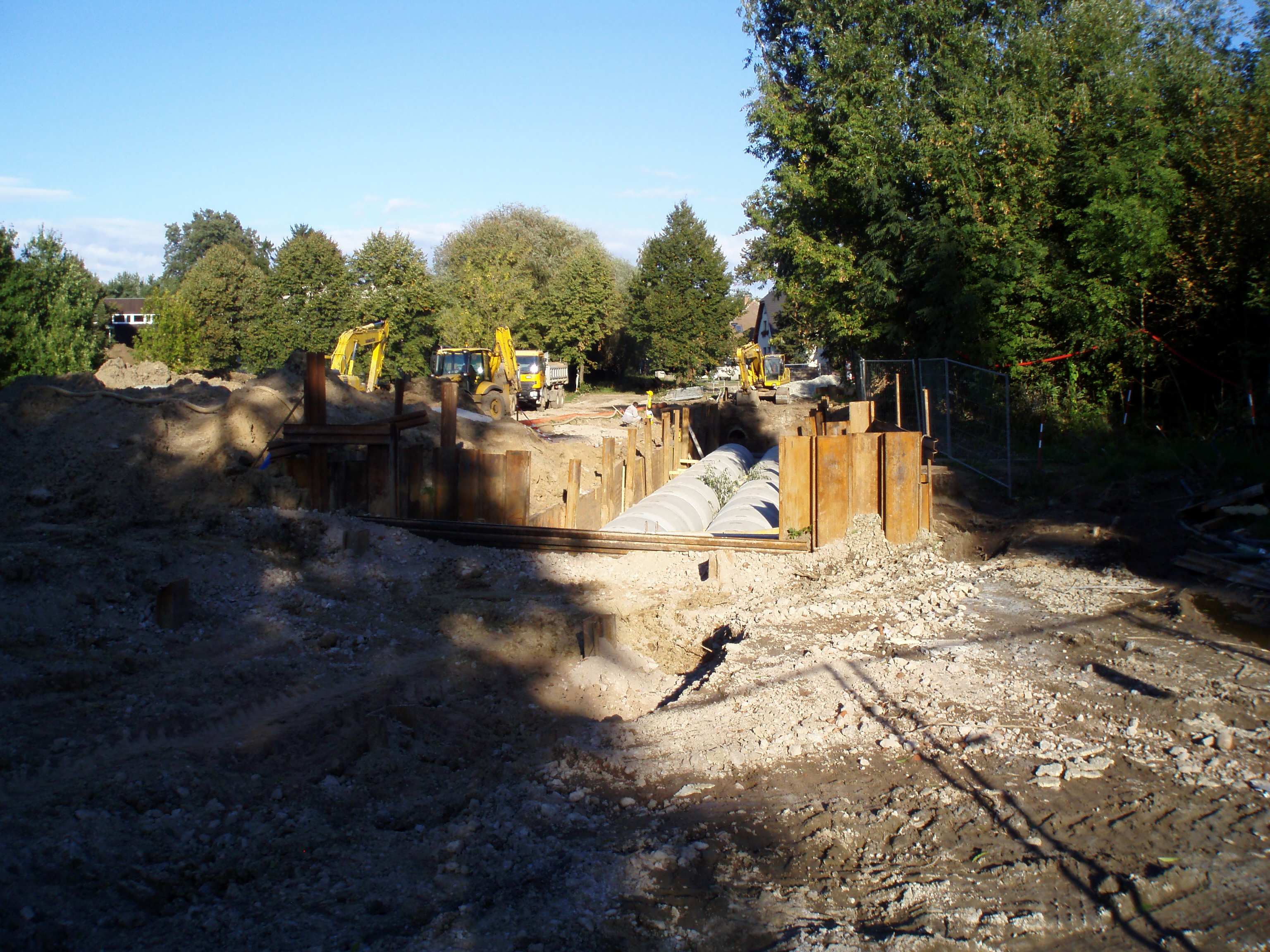
Budowa sieci kanalizacyjnej

W wyniku powodzi zostały uszkodzone łaźnie drewniane z karczmą i źródłem wody mineralnej zawierającej żelazo, które tutaj zawsze istniały. W 1815 r. doszło do zbudowania budynków murowanych. Ich właścicielem był Jiří Mareš. Później należały do Żyda Jakuba Kleina (1852–1890). W 1898 r. kopiła je Hedvika Celerová z Hradca Králové. Inna poważna powódź nastąpiła w 1846 r. 2 września 1899 w burza powaliła drzewa i zrywała dachy. Mimo to łaźnie rozwija się dlatego, że w 1906 r. Alois Celer założył zakład leczniczych kąpieli torfowych. W 1909 r. właścicielami łaźni zostali Antonín Měkota i Marie Tománková, którzy następnego roku zburzyli budynki drewniane i po stronie wschodniej zbudowali nowe łaźnie. Później łaźnie zamknięto, ponieważ w 1918 r. Miroslav Seyfried chciał tutaj założyć garbarnię. Kiedy nie udało mu się idei tej zrealizować, sprzedał w 1920 łaźnie z restauracją Aloisowi Balcarowi, który w 1933 r. zbudował salę taneczną.
Do 1927 r. Zámostí było osiedlem Malšovic, później jedynie ich część. W 1942 r. Malšovice zostały dołączone do miasta Hradec Králové. W kolejnych latach nazwa Zámostí stopniowo zniknęła i pozostała z niej tylko nazwa ulicy.

## Zabytki
- Zabytkowy krzyż z piaskowca z 1891 r. (autor Karel Hoffmann, stoi w miejscu, gdzie znajdował się drewniany krzyż, który został tu przeniesiony w 1761 r. z Malšovic)